# Ștefan cel Mare (metropolitana di Bucarest)
Ştefan cel Mare è una stazione della linea M1 della metropolitana di Bucarest.
La stazione sorge vicino allo Stadio Dinamo di Bucarest.